# هانیه خلجی
هانیه خلجی (زادهٔ ۲۲ بهمن ۱۳۷۲ در همدان) شطرنج‌باز ایرانی است، که دارای عنوان استاد فیده زنان می‌باشد. وی فاتح چندین دوره مسابقات قهرمانی شطرنج نوجوانان و جوانان ایران شده‌است، و در سال ۲۰۱۳ نایب قهرمان شطرنج دختران آسیا شد.

## زندگی
خلجی از ۹ سالگی آموزش شطرنج را در مشهد آغاز کرد، و پس از چندین ماه آموزش در مسابقه قهرمانی کشور در ردهٔ سنی زیر ۱۰ سال موفق به کسب مقام سوم شد و به عضویت تیم ملی نوجوانان شطرنج ایران در آمد. وی در سن ۱۲ سالگی نایب قهرمان آسیا شد و سپس یادگیری شطرنج را در تهران نزد اساتیدی چون هادی مؤمنی، خسرو هرندی و مهرداد اردشی ادامه داد. 